# Nietuszkowo
Nietuszkowo – 600-letnia wieś w Polsce położona w województwie wielkopolskim, w powiecie chodzieskim, w gminie Chodzież nad rzeką Noteć. W miejscowości znajduje się kościół filialny pw. Wniebowzięcia NMP, należący do parafii w Ujściu.
W latach 1975–1998 miejscowość administracyjnie należała do województwa pilskiego.
Wieś sołecka - zobacz jednostki pomocnicze gminy Chodzież w BIP

## Historia
Nietuszkowo – niem. „Nikelskowo”, wieś i dobra, oddalone o 2 km. od Noteci w powiecie chodzieskim.
 
W roku 1886 wieś miała 37 domów 443 mieszkańców w tym 134 ewangelików, 309 katolików. 
Poczta i telegraf w Ujściu o 7 km., do gościńca 3 km, stacja kolei żelaznej w Chodzieży odległa 7 km. 
Dobra Nietuszkowo, w wieku XIX posiadały rozległość 2656 mórg nowopolskich w skład wchodzą Nietuszkowo dominalne i Buchy, karczma, łącznie 7 domów 144 mieszkańców w tym 83 ewangelików, 61 katolików, 56 z nich było analfabetami.

## Zabytki
Do rejestru zabytków wpisano:
- Eklektyczny pałac z II poł XIX w.
- Park pałacowy
- Kapliczkę na cmentarzu w Nietuszkowie.

Zachowały się też zabytkowe pozostałości folwarku z gorzelnią (nieczynną).